# ديكستر هورتون
ديكستر هورتون (بالإنجليزية: Dexter Horton)‏ هو مصرفي أمريكي، ولد في 1825، وتوفي في 1904.